# Vladimir Stoytchev
Vladimir Stoytchev (bulgare : Владимир Стойчев) est un officier bulgare, général et vétéran des guerres balkaniques et mondiales du XXe siècle. Entre les deux guerres mondiales, il est attaché militaire à Paris et à Londres. Participant au Défilé du Jour de la Victoire 1945 à l'invitation personnelle de Joseph Staline.
Après la Seconde Guerre mondiale, il était un militant du mouvement olympique et membre du Comité international olympique. Représentant de la Bulgarie à l'ONU. Dans les années 1952-1982, il a été président du Comité olympique bulgare.